# Pace del Mela
Pace del Mela (Paci in siciliano) è un comune italiano di 5 967 abitanti della città metropolitana di Messina in Sicilia.
Fu istituito nel 1921 con scorporo di territorio da Santa Lucia del Mela.

## Geografia fisica
Dista da Messina circa 35 km. Il comune di Pace del Mela è diviso in tante frazioni e contrade: la più grande è Giammoro, il vero e proprio centro commerciale del comune; contrada Gabbia, zona industriale del comune, che si affaccia sul mare; contrada Camastrà; contrada Catenella; contrada Torrecampagna; contrada Malapezza e contrada Mandravecchia. Il grosso della popolazione è suddivisa tra Pace del Mela e Giammoro.

## Storia

### Preistoria
Alcuni resti scheletrici di elefante, risalenti presumibilmente a un'epoca compresa tra il tardo Pleistocene medio e il Pleistocene superiore e rinvenuti a Pace nel ventesimo secolo nel corso di scavi edilizi e agricoli, documentano - secondo la paleontologa Gabriella Mangano - che la pianura costiera tardo pleistocenica che bordava la Sicilia nord-orientale da Taormina ad Acquedolci (adesso sollevata a circa 100 metri s.l.m.) era abitata da vertebrati appartenenti alla famiglia dell'Elephas mnaidriensis.

### La battaglia del Nauloco
Nell'attuale territorio di Pace del Mela e, per la precisione, nel Pantano di Giammoro si trovava, secondo i pareri dello storico Padre Giovanni Parisi e dell'archeologo Claudio Saporetti, l'antico Nauloco, vasto bacino navale di fronte al quale il 36 a.C. si svolse la battaglia omonima, storico scontro tra la flotta di Cesare Ottaviano e quella di Sesto Pompeo.

## Luoghi di interesse

### Architetture più antiche
Gli edifici più antichi di Pace del Mela si trovano nella frazione Camastrà: si tratta del vecchio palazzo baronale dei Gordone, ristrutturato per l'ultima volta nel 1706 e oggi cadente, e la chiesetta della Madonna dell'Abbondanza, risalente al 1720 e tuttora utilizzata come luogo di culto.
Nel territorio di Pace dovevano trovarsi anche tre piccole chiese, di cui oggi non resta più traccia: la Chiesa di San Pietro di Drisino, quella di Santa Maria e quella di San Nicola.

### Edifici dell'epoca dei benedettini
Numerosi edifici e monumenti, situati nell'antica Piazza di Santa Maria della Visitazione, testimoniano la lunga presenza dei benedettini a Pace, in particolare si segnalano:
- la Chiesa Madre di Santa Maria della Visitazione, risalente al 1763. All'interno della chiesa e della sacrestia sono conservate molte tele di autori ignoti della seconda metà del Settecento; tra questi si ricordano l'unico ritratto su tela esistente monsignor Gabriele Maria Di Blasi e Gambacorta (1712-1767) e il ritratto del priore benedettino Don Giacomo Crisafi, cellerario e decano del Monastero benedettino di San Placido Calonerò al momento della costruzione della chiesa.
- il Palazzo Crimi-Pugliatti, oggi appartenente all'omonima famiglia, che anticamente ospitava il cenobio dei frati Cassinesi.
- la fontana del Cavalluccio marino, opera dell'artista messinese Giovan Battista Vaccarini
- il Palazzo Ilacqua-Caprì, dove nel 1868 fu ucciso l'allora capo della delegazione municipale, Dott. Nicolò Ilacqua (1816-1868) e che oggi ospita la Biblioteca Comunale Salvatore Pugliatti.

Altre testimonianze della presenza dei benedettini sono il vecchio complesso rustico Case Monaci, al confine con Soccorso ed il cosiddetto Baglio, vasto cortile rettangolare nei pressi del Municipio, che un tempo era circondato da magazzini, frantoi e palmenti.

### Edifici risalenti a Otto e Novecento
In discreto stato di conservazione sono altri edifici di interesse artistico, risalenti agli ultimi decenni dell'Ottocento e ai primi del Novecento:
- il Palazzo Lo Sciotto, a pochi passi da Piazza Municipio, appartenne per varie generazioni alla più agiata tra le famiglie borghesi di Pace del Mela ed è oggi, dopo la morte, di Don Luigi Lo Sciotto (1899-1982), di proprietà del Comune;
- due villini in stile Belle époque-Liberty entrambi situati nella frazione Giammoro:
  - il villino Crimi, costruito nel 1909 dal possidente Don Rosario Crimi su progetto del noto ingegnere messinese Letterio Savoja (1873-1948)[10], quale dimora padronale di un'azienda agricola di cui permangono ancora alcune strutture;
  - il villino Certo, progettato del noto architetto messinese Camillo Puglisi Allegra (1884-1961) e costruito tra il 1915 e il 1930 su commissione del medico prof. Giuseppe Certo Garipoli (1843-1923), fratello del vescovo di Santa Lucia del Mela, monsignor Francesco Certo
- la villa Sturiale in contrada Catenella.

Da ricordare infine due edifici sacri:
- la Chiesa del Redentore a Pace Centro e
- la Chiesetta della Madonna del Rosario a Giammoro (utilizzata, quest'ultima, solo una volta l'anno, in occasione della festa patronale della Madonna del Rosario).

Varie strutture, oggi non più esistenti o in pessimo stato di conservazione, erano testimonianza delle attività agricole degli abitanti: frantoi, palmenti e mulini ad acqua.

## Famiglie nobili e notabili

### Famiglie nobili
L'unica famiglia nobile presente a Pace del Mela era quella dei Gordone, titolari del Feudo di Camastrà fino alla fine del Feudalesimo. Discendenti da Jean Gordon, venuto in Sicilia dalla Borgogna, al seguito del principe don Giovanni Giuseppe d'Austria, i Gordone entrarono nel 1636 in possesso del feudo, che precedentemente era appartenuto ai Crisafi, ai Balsamo, ai Basilicò, ai Pollicino. Primo esponente della famiglia a portare il titolo di Barone di Camastrà fu Don Nicolò Gordone Abatellis, ultimo discendente della famiglia fu Don Andrea Gordone Migliorino, morto a Messina nel 1962, che fu capo della delegazione municipale prima dell'istituzione del Comune di Pace del Mela (v. infra) e assessore con il primo sindaco del dopoguerra, Don Luigi Lo Sciotto. Fu inoltre assessore del Comune di Messina dal 1914 al 1919, con il sindaco Antonino Martino. I Gordone abitavano prevalentemente a Messina e si trovavano a Pace del Mela solo occasionalmente.
Essendo Don Andrea Gordone morto senza eredi, i terreni del Feudo di Camastrà furono ereditati dai parenti della moglie, Donna Rosina Impò Sisilli.

### Famiglie borghesi
La popolazione del piccolo villaggio Pace dalla sua fondazione fino all'istituzione del comune era formata prevalentemente da famiglie di coloni e di braccianti agricoli alle dipendenze dei benedettini o dei baroni Gordone; non mancavano però anche alcune famiglie di artigiani (come gli Amorosia, originari di Petralia Sottana, o i Bonarrigo) e, poche, di piccoli proprietari. Alcune di queste famiglie riuscirono, nel corso dei decenni, a raggiungere una certa agiatezza, acquistando case, accumulando cospicui patrimoni terrieri a Pace e nei dintorni e ponendosi al vertice del potere politico e religioso.
- La famiglia Lo Sciotto, presente nel villaggio Pace già da metà del Settecento, costituisce il caso più rappresentativo. I fratelli Francesco (1799-1875) e Santi Lo Sciotto (n. 1812), il primo curatolo e il secondo trafficante (che all'epoca significava semplicemente commerciante), tra gli anni '30 e gli anni '60 dell'Ottocento, diventarono, assieme al terzo fratello, il sacerdote Antonino (1801-1861), i più grandi proprietari di Pace, arrivando ad imparentarsi anche con l'illustre famiglia De Gregorio di Santa Lucia e con altre agiate famiglie della zona. I loro discendenti sono stati avvocati, medici, delegati municipali e anche sindaci di Pace del Mela e gran parte del patrimonio immobiliare accumulato nell'Ottocento è ancora di proprietà degli attuali rappresentanti della famiglia.
- La famiglia Ilacqua, giunta a Pace nel 1812 da Santa Lucia, fu rappresentata da Don Saverio Ilacqua senior (1791-1876) e dal figlio, il medico fisico Dott. Nicolò Ilacqua (1816-1868), grossi proprietari terrieri ed entrambi capi della delegazione municipale; Nicolò Ilacqua fu barbaramente ucciso nel 1868 proprio mentre ricopriva questa carica. Anche i discendenti di questa famiglia, che si imparentò con i Lo Sciotto nel 1841, continuarono a ricoprire cariche nell'amministrazione comunale. Don Domenico Ilacqua (1814-1903), figlio di Don Saverio senior fu inoltre per quasi quarant'anni curato della Chiesa di Santa Maria della Visitazione.
- La famiglia Crimi, originaria di Messina, portata a Pace dal benedettino Frà Mariano Crimi, si imparentò con i Lo Sciotto e spostò la sua residenza nella frazione di Giammoro.
- La famiglia Cucinotta, presente a Pace dalla seconda metà dell'Ottocento, ebbe tra i suoi rappresentanti l'ing. Letterio Cucinotta, amministratore del feudo dei duchi Avarna e soprattutto il sacerdote e poeta Don Silvio Cucinotta.
- La famiglia Bonarrigo, che vantava una certa agiatezza nella prima metà dell'Ottocento e che annoverava tra i suoi esponenti vari possidenti ed ecclesiastici, perse nel corso dei secoli il proprio prestigio. Era imparentata con gli Ilacqua e con i Currò-Gonè di Gualtieri Sicaminò.
- Altre famiglie che possedettero molti beni a Pace e nel suo territorio, le cui vicende riguardano però più la frazione di Giammoro, sono: i Vaccarino, parenti dei Lo Sciotto e degli Ilacqua e fondatori di un importante saponificio; da essi discendono lo scultore Paolo Vaccarino (1914-1989) e il filosofo Giuseppe Vaccarino (1919-2016); i Certo (originari di Condrò e di San Pier Niceto), parenti anch'essi degli Ilacqua e dei Lo Sciotto e titolari di una vasta azienda agricola che, all'inizio degli anni Cinquanta del Novecento, comprendeva terreni per circa 600 ettari nei comuni di Pace del Mela, San Filippo del Mela, Condrò, San Pier Niceto e Monforte San Giorgio; a questa famiglia appartenevano il vescovo mons. Francesco Certo (1849-1911) e il medico dott. Francesco Certo (1883-1952), podestà di Pace e di Gualtieri Sicaminò in epoca fascista; i messinesi Marano, con l'avv. Ernesto Marano, a cui si deve la costruzione della prima chiesa di Giammoro; i Garipoli, grossi proprietari provenienti da Condrò; i Cigala, importante famiglia che dette al paese di Gualtieri Sicaminò vari notai; gli Speciale, titolari di un grande pastificio; i Bruno di Condrò e gli Schepis.

Molti esponenti delle famiglie borghesi di Pace furono aggiudicatari dei lotti in cui l'ex Feudo della Pace era stato suddiviso, a seguito della soppressione degli ordini religiosi.

## Gemellaggi
- Trikala,  Grecia
- Limoges,  Francia
- Olbia,  Italia

## Amministrazione

### Sindaci dalla nascita del comune a oggi

#### Sindaci (1943-2010)
Di seguito è presentata una tabella relativa alle amministrazioni che si sono succedute in questo comune.

### Altre informazioni amministrative
Il comune di Pace del Mela fa parte delle seguenti organizzazioni sovracomunali: regione agraria n.9 (Colline litoranee di Milazzo).

## Società

### Evoluzione demografica
Abitanti censiti

numero abitazioni=3.388
numero famiglie=2.554
nucleo familiare=2,5

## Luoghi di culto
Nel comune di Pace del Mela si trovano quattro chiese, due delle quali parrocchiali:

### Chiesa parrocchiale di Santa Maria della Visitazione (chiesa matrice)
Edificata dai Benedettini del Monastero della Maddalena di Messina nel 1763, è stata eretta in chiesa parrocchiale il 24 luglio 1767, smembrando parte del territorio della chiesa parrocchiale di Santa Maria dell'Itria di Soccorso.
Dal 1998 è parroco il sac. Giuseppe Trifirò, che è anche titolare della parrocchia di Santa Maria della Catena nella frazione Archi di San Filippo del Mela e presidente dell'associazione ambientalista "Tutela della Salute dei Cittadini" (TSC).

#### Organo a canne
La chiesa conserva un organo a canne di autore anonimo datato 1750: lo strumento, a trasmissione meccanica, possiede un unico manuale e una pedaliera senza registri propri costantemente unita alla tastiera.

### Chiesa del SS. Redentore
Situata all'incrocio della Via Regina Margherita con la Via Guglielmo Marconi, fu costruita all'inizio del XX secolo dal possidente Antonino Lo Sciotto (m. 1908) su un terreno del fratello Giuseppe e restaurata nel 2002.
La Chiesa restò incompleta (senza volta, senza sacrestia, senza campanile) a causa di qualche divergenza di vedute tra l'avvocato Antonino e la sorella Caterina Lo Sciotto (1847-1912). Lavori secondari furono compiuti nei decenni successivi a spese della Chiesa stessa e di privati.

### Chiesa di Santa Maria dell'Abbondanza
La chiesetta patronale dedicata alla Madonna dell'Abbondanza, sorge nella contrada Camastrà, a pochi passi dal secentesco palazzo baronale e dal villino liberty dei baroni Gordone. 
Fu costruita su commissione del sacerdote Don Domenico Gordone, presumibilmente nel 1720 come si evince dall'iscrizione presente sulla campana (DAT DOMINUS NOMEN/SED ABUNDANS VIRGO/DAT OMEN/ A.D. MDCCXX).
Da sempre appartenuta ai baroni Gordone di Camastrà, i cui discendenti, ancor oggi, ne mantengono la proprietà, è elencata tra le Cappellanie rurali della Prelatura luciese nella relazione che Mons. Marcello Moscella inviò a Papa Clemente XII nel 1736 e conserva al suo interno: una pala d'altare raffigurante la Madonna dell'Abbondanza, dipinta dal maestro Salvatore Valori nel 1873; un dipinto bizantino della Vergine; un artistico altare in marmo con l'effige di S. Caterina d'Alessandria scolpita nel paliotto; la statua lignea della Madonna dell'Abbondanza realizzata dallo scultore Giacomo Vincenzo Mussner di Ortisei nel 1946.
Nella sacrestia si trovano un antico confessionale in legno e due lapidi marmoree attestanti le sepolture di Donna Agata Santi Marullo (m.1746) moglie del barone Giovanni Gordone Cirino e della baronessa Giuseppa Gustarelli Gordone (m.1855) vedova del barone Pietro Gordone.

### Chiesa parrocchiale di Santa Maria del Rosario
Costruita negli anni Sessanta del Novecento per venire incontro alla notevole espansione abitativa che interessò in quel periodo la frazione di Giammoro, fu solennemente inaugurata nel 1971 e sostituì come chiesa parrocchiale il vetusto edificio sacro situato sulla Via Statale. Si trova in Piazza Mons. Ricceri.

## Feste e tradizioni
La festa religiosa più importante del comune di Pace del Mela è quella della Madonna della Visitazione, patrona del paese. La festa, che si svolge il 2 luglio di ogni anno, fu istituita nel 1706 dai monaci benedettini. Partendo dalla Chiesa Madre di Santa Maria della Visitazione, il gruppo ligneo della Visitazione, realizzato nel 1870 dallo scultore messinese Michele Cangeri viene portato in processione per le vie del paese.
La penultima domenica di agosto di ogni anno si tiene a Giammoro la festa della Madonna del Rosario, che comprende, oltre alla processione e ad altre manifestazioni di carattere religioso, anche una serie di eventi civili che attirano molti visitatori dai paesi limitrofi.
Si ricordano inoltre la festa del Santissimo Redentore, che si celebra la terza domenica di luglio, e quella in onore di San Giuseppe, che si svolge la seconda domenica d'agosto.
Nella piccola contrada di Camastrà,  il 24 di agosto viene portato in processione il simulacro della Madonna dell'Abbondanza.